# Dargoire
Dargoire là một xã trong tỉnh Loire miền trung nước Pháp.